# Čímice
Čímice (též Cimice, Cimiec, německy Zimitz, v letech 1939–1945 Schimitz) je obec, která se nachází v okrese Klatovy v Plzeňském kraji. Žije zde 162 obyvatel. Obec leží na Nezdickém potoce, poblíž obce se nachází Čímické (Žichovické) jezírko.

## Historie
První písemná zmínka o obci pochází z roku 1543.
Od 1. července 1980 do 31. prosince 1991 byla vesnice součástí obce Žichovice a od 1. ledna 1992 se stala samostatnou obcí.

## Pamětihodnosti
Na návsi lze nalézt kapli sv. Cyrila a Metoděje, vystavěnou ve stylu selského baroka, ze stejného stavebního slohu je i řada usedlostí v centru obce. V obci se nachází také pomník obětem první světové války.
Jihovýchodně od vesnice se nachází vrch Lomec. Směrem k severozápadu z něj vybíhá ostrožna s terénními pozůstatky okrouhlého tvrziště. Tamní tvrz mohla být součástí manského systému hradu Rabí, nebo sídlem drobného šlechtice, jemuž patřila část vsi. Areál s průměrem 25 metrů je, s výjimkou části západní strany, obehnán příkopem a valem.